# 櫛目文土器文化 (ヨーロッパ)

ヨーロッパの新石器時代の文化の分布。紫が櫛目文土器文化

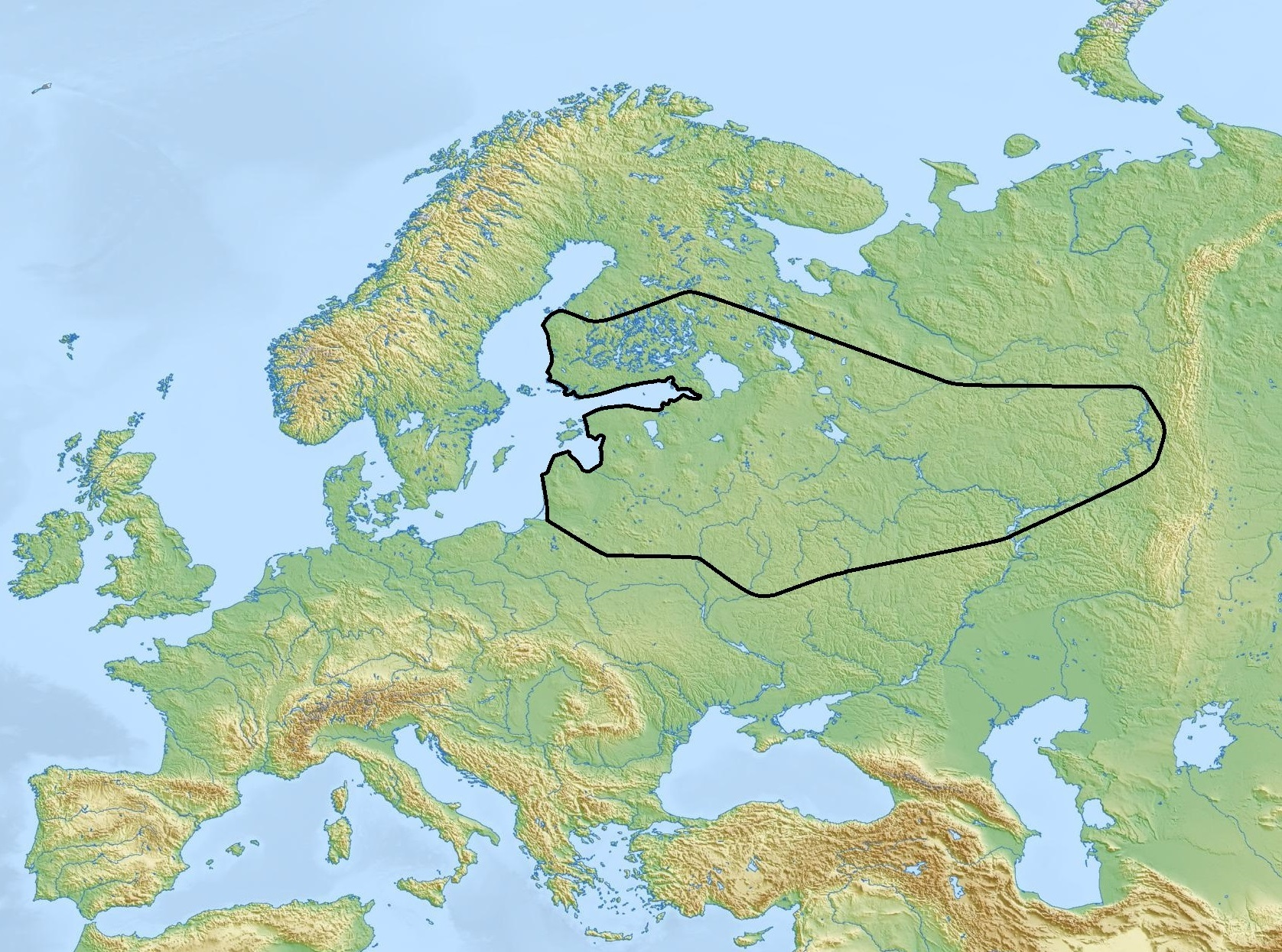
櫛目文土器文化の分布

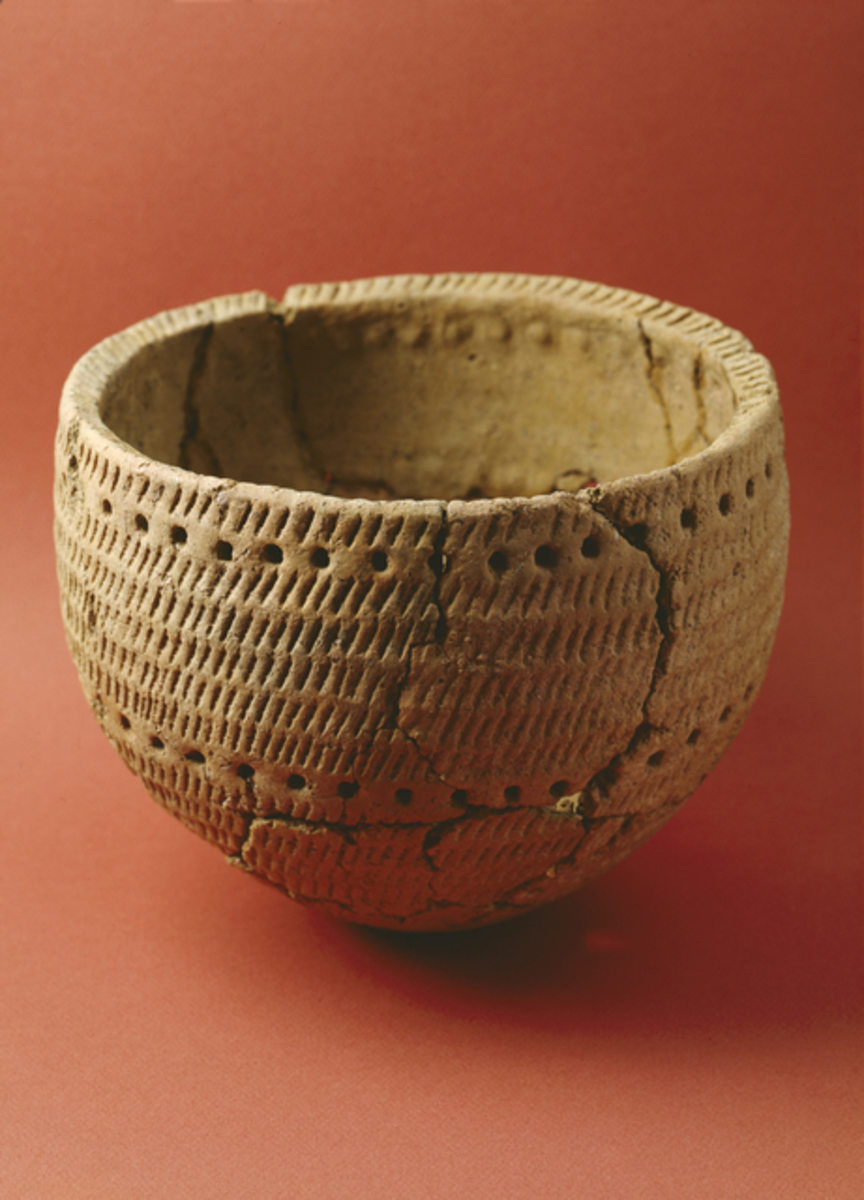
フィンランドの櫛目文土器

櫛目文土器文化（くしめもんどきぶんか：Comb Ceramic culture または Pit-Comb Ware culture）とは、新石器時代のヨーロッパ北東部、現在のヨーロッパロシア北部とフィンランドを中心とする地域に広まった文化。紀元前4200年頃から紀元前2000年頃まで続いた。櫛の歯で擦ったような文様のある土器（櫛目文土器）を特徴とするためこの名がある。
北・西はスカンジナビア半島中部、東はウラル山脈、南はバルト海南岸、ポーランドのヴィスワ川付近まで分布し、さらにいくつかに下位分類される。
基本的に狩猟採集文化と考えられるが、一部は農耕段階であったと思われる。集落は海岸・湖岸に集中し、生業は漁労・狩猟・採集であった。土器は丸底または凸底の壷形土器であった。中にはアスベストを用いた特異なものもある。墓は集落近くに作られ上に赭土がかけられた。特徴的な製品として土偶や、クマなど動物の頭の石像がある。岩石刻画も知られる。

## 担い手
櫛目文土器文化の担い手は、地理的に見てインド・ヨーロッパ語族ではなく、フィン・ウゴル語派を話した人々であろうといわれている。実際に、新石器時代後期のロシアの櫛目文土器文化の遺跡の人骨から、フィン・ウゴル系民族に関連するハプログループN1a1が検出されている。櫛目文土器の起源は中国北東部の遼河文明にあり、シベリアを通りヨーロッパにもたらされたと考えられる。